# Solid Pleasure
Solid Pleasure è il primo album in studio del gruppo di musica elettronica svizzero Yello, pubblicato nel 1980.

## Tracce
1. Bimbo – 3:38
2. Night Flanger – 4:53
3. Reverse Lion – 1:21
4. Downtown Samba – 2:37
5. Magneto – 2:47
6. Massage – 1:37
7. Assistant's Cry – 1:40
8. Bostich – 2:13
9. Rock Stop – 2:31
10. Coast to Polka – 1:55
11. Blue Green – 5:26
12. Eternal Legs – 4:16
13. Stanztrigger – 2:49
14. Bananas to the Beat – 3:03

## Formazione

### Gruppo
- Dieter Meier – voce
- Boris Blank – voce in Eternal Legs
- Carlos Perón – effetti

### Ospiti
- Chico Hablas – chitarra
- Felix Haug – batteria
- Walt Keiser – batteria